# Kochań
Kochań (d. Podośno) – osada w Polsce położona w województwie lubuskim, w powiecie słubickim, w gminie Ośno Lubuskie.
W latach 1975–1998 miejscowość administracyjnie należała do województwa gorzowskiego.
W miejscowości działał PGR – Państwowe Gospodarstwo Rolne Kochań.